# Bernhard Riemann
Pour les articles homonymes, voir Riemann.
Georg Friedrich Bernhard Riemann, né le 17 septembre 1826 à Breselenz, royaume de Hanovre, mort le 20 juillet 1866 à Selasca, hameau de la commune de Verbania, royaume d'Italie, est un mathématicien allemand. Influent sur le plan théorique, il a apporté de nombreuses contributions importantes à la topologie, l'analyse, la géométrie différentielle et au calcul, certaines d'entre elles ayant permis par la suite le développement de la relativité générale,.

## Biographie

### Enfance
Bernhard Riemann est né à Breselenz, un village du royaume de Hanovre. Son père, Friedrich Bernhard Riemann, pasteur luthérien, a combattu dans l'armée napoléonienne. 
Sa mère, Charlotte Ebell, décède avant que ses enfants n'atteignent l’âge adulte. Cette perte, ajoutée à des conditions de vie difficiles, marque profondément la famille Riemann, qui souffre toute sa vie de sévères privations.
Comme Bernhard en témoigne plus tard, son enfance, partagée avec son frère et ses quatre sœurs, bien que pleine d'amour, est marquée par le manque de nourriture et de soins médicaux. Ces carences semblent avoir contribué au décès prématuré de Bernhard, mort de la tuberculose, ainsi qu’à celui de son frère et de ses sœurs, tous disparus à un âge similaire.
Dans un premier temps, les enfants Riemann reçoivent un enseignement primaire à domicile. Bernhard se distingue rapidement par un talent exceptionnel pour les mathématiques : il résout sans difficulté tous les problèmes arithmétiques que lui propose son père, tout en inventant lui-même des problèmes toujours plus complexes et variés.

### Éducation
Lorsque Bernhard a dix ans, son père engage un professeur particulier pour lui enseigner la géométrie et l'arithmétique. 
En 1840, Bernhard s’installe à Hanovre pour vivre chez sa grand-mère et fréquenter le Lyceum (collège), qu'il intègre directement en troisième année. 
Après le décès de sa grand-mère en 1842, il part à Lunebourg pour poursuivre ses études secondaires.
Au Johanneum Gymnasium ses professeurs (lycée), sont étonnés par ses capacités exceptionnelles à résoudre des problèmes complexes en mathématiques. Riemann découvre les mathématiques supérieures grâce à son professeur, Schmalfuss, qui lui offre un accès libre à sa bibliothèque personnelle.
En 1846, à l'âge de 19 ans, Bernhard intègre l’université de Göttingen grâce au soutien financier de sa famille. Il y commence des études en philosophie et théologie dans l’objectif de devenir pasteur pour subvenir aux besoins de sa famille. Bien qu’il étudie la Bible avec intensité, il est irrésistiblement attiré par les mathématiques. Après avoir assisté aux cours de Carl Gauss, il ne peut ignorer sa vocation et demande l’autorisation de son père pour se consacrer pleinement aux mathématiques.
Riemann excelle à université de Göttingen, mais il y reste peu de temps. En 1847, il rejoint l’Université Humboldt de Berlin  afin de compléter sa formation dans des disciplines pour lesquelles Göttingen manque de professeurs compétents. À Berlin, il suit les enseignements de prestigieux mathématiciens tels que Jacobi, Steiner et Dirichlet. 
En 1849, il retourne à Göttingen, où il commence sa thèse de doctorat, sous la direction de Gauss. En décembre 1851, il soutient sa thèse intitulée Grundlagen für eine allgemeine Theorie der Functionen einer veränderlichen complexen Grösse qui pose les bases de la topologie moderne et fait l'unanimité du jury. 
Gauss dit de lui, après la soutenance de sa thèse « La dissertation présentée par Monsieur Riemann démontre de façon convaincante que celui-ci a effectué des recherches minutieuses et approfondies sur les parties du thème traitées dans la dissertation, qu'il est doué d'un esprit créatif, véritablement mathématique, et qu'il possède une originalité admirable et féconde »,.

### Carrière
Sa carrière scientifique ne dura qu'un peu plus de dix ans : elle débute en 1849, lorsqu'il commence sa thèse doctorale, et se termine prématurément au début des années 1860, avec la rédaction de ses derniers articles. Au début des années 1850, le souhait le plus cher de Riemann est de devenir professeur de mathématiques ou de physique à l'université de Göttingen. Dans ce but, il doit produire un travail supplémentaire appelé Habilitationsschrift qui consiste à effectuer des recherches préliminaires sur trois sujets très différents les uns des autres qu'il choisit lui-même. Au tout début de 1854, il est en mesure de communiquer à son maître —   Carl Gauss — ses premier, deuxième et troisième choix. Gauss voit d'emblée que la troisième proposition — une reformulation de la géométrie — contient en germe une idée importante et innovante à laquelle il avait déjà réfléchi, même s'il n'avait jamais rien publié à ce sujet. En soutenant cette thèse le 10 juin 1854, Riemann fonde la géométrie riemannienne qui servira de cadre mathématique à la théorie de la relativité générale d'Albert Einstein.
Après avoir soutenu sa thèse d'habilitation en 1854, Riemann prend du repos à Quickborn où il vit toujours avec ses parents, son frère et certaines de ses sœurs. En septembre, il commence à travailler à l'université de Göttingen en qualité d'enseignant rémunéré. Il est désormais en mesure, malgré ses faibles revenus, d'aider financièrement tous les membres de sa famille. Le 23 février 1855, Gauss décède ; preuve du respect que Riemann a gagné à Göttingen, certains collègues suggèrent qu'il reprenne la chaire du mathématicien allemand, mais la chaire est proposée à Dirichlet, qui l'accepte et quitte Berlin pour occuper son nouveau poste. Riemann obtient cependant un salaire régulier et poursuit ses recherches en physique. Il publie en 1855 un article sur « La théorie des anneaux colorés de Nobili » et, peu de temps après, il est atteint de surmenage, souffre de dépression nerveuse et doit, sur avis médical, passer quelques mois de repos dans la région montagneuse du Harz. En 1857, il réintègre l'université.
Le 30 juillet 1859, à la suite de la mort de Dirichlet, il est promu à la tête du département de mathématiques de l'Université de Göttingen. Peu de temps après, il est élu membre de l'Académie des sciences de Berlin.

### Dernières années

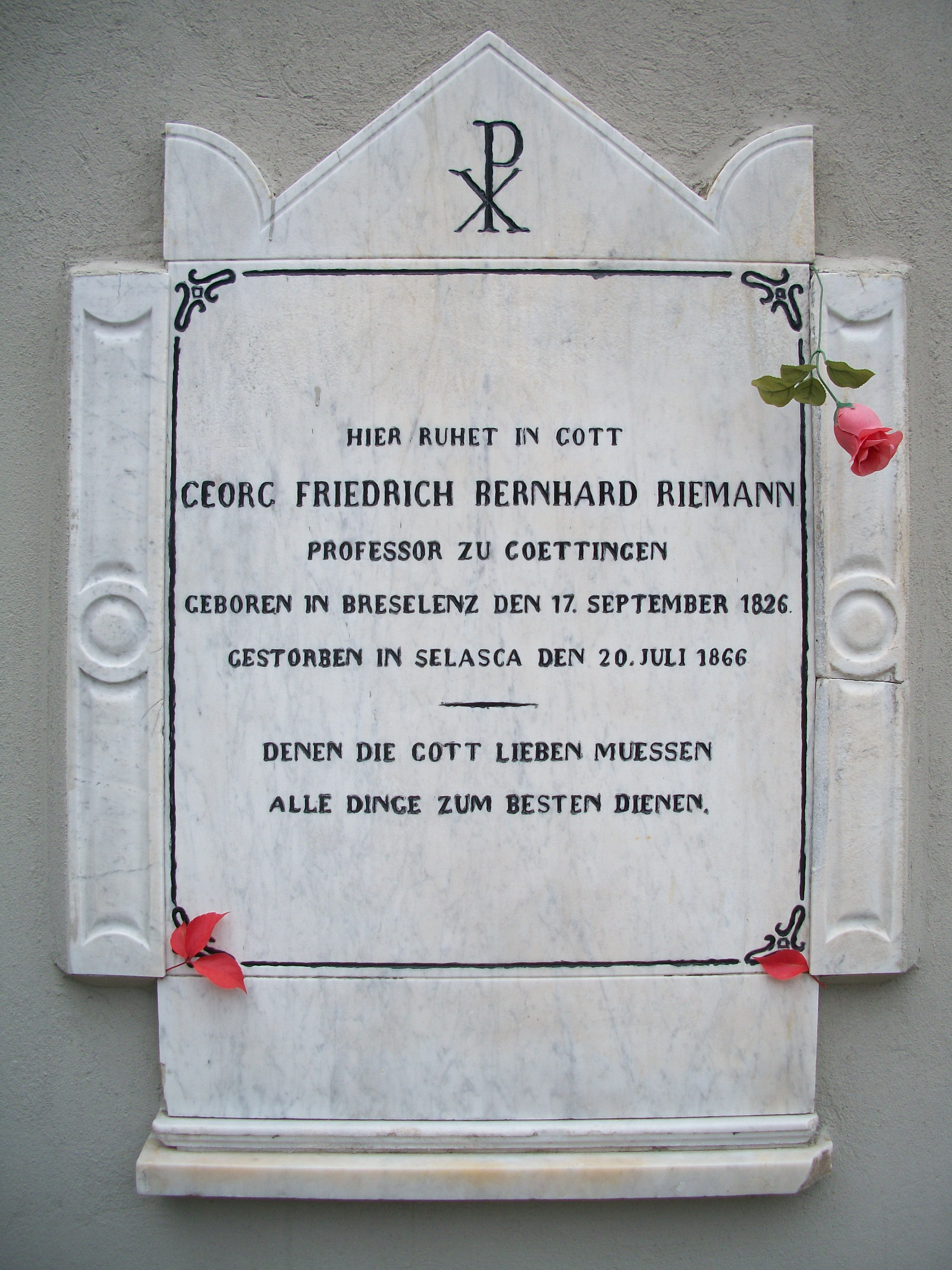
La pierre tombale de Riemann à Biganzolo dans le Piémont, en Italie.

En juin 1862, il épouse Elise Koch, une amie proche de ses sœurs. En juillet 1862, il contracte une pleurite qui évolue rapidement en tuberculose. Sa santé ne s'améliorant pas avec le temps, il se rend avant l'hiver en Italie où il recouvre quelque peu la santé. En mars 1863, il retourne à Göttingen pour y reprendre ses devoirs académiques mais il est contraint de repartir quelques mois plus tard dans la péninsule italienne. Durant ce nouveau séjour méditerranéen, naît sa fille Ida. Deux ans plus tard, en octobre 1865, Riemann revient pour la dernière fois de sa vie à Göttingen. Il se réunit avec quelques-uns de ses collègues et met de l'ordre dans ses affaires avant de retourner en Italie. Il quitte Göttingen avant que les armées de Hanovre et de Prusse s'affrontent en 1866. Il meurt de tuberculose en Italie, à Selasca (aujourd'hui un hameau de Verbania sur le lac Majeur), où il est enterré au cimetière de Biganzolo (Verbania).
Riemann était un chrétien dévoué, le fils d'un ministre protestant, et a vu sa vie en tant que mathématicien comme une autre manière de servir Dieu. Au cours de sa vie, il a tenu étroitement à sa foi chrétienne et l'a considérée comme l'aspect le plus important de sa vie. Au moment de sa mort, il récitait la Prière du Seigneur avec sa femme et mourut avant qu'ils aient fini la prière. Pendant ce temps, à Göttingen, sa femme de ménage a jeté quelques-uns des papiers dans son bureau, y compris beaucoup de travail inédit. Riemann a refusé de publier un travail incomplet, et certaines idées profondes ont peut-être été perdues pour toujours. La pierre tombale de Riemann à Biganzolo (Italie) se réfère au Huitième chapitre de l'Épître aux Romains dans le Nouveau Testament de la Bible chrétienne (« Et nous savons que toutes choses concourent au bien de ceux qui aiment Dieu, à ceux qui sont appelés selon son dessein »)
Ici repose en Dieu Georg Friedrich Bernhard Riemann
Professeur à Göttingen
né à Breselenz, Allemagne 17 septembre 1826
mort à Selasca, Italie 20 juillet 1866
Pour ceux qui aiment Dieu, toutes choses doivent travailler ensemble pour le meilleur,.

## Travaux
L'œuvre de Riemann, créée en une dizaine d'années seulement, s'est avérée l'une des plus importantes du XIXe siècle. Ses contributions portent aussi bien en géométrie complexe et différentielle qu'en théorie des nombres.
Il est le premier à suggérer d'utiliser des dimensions supérieures à trois ou quatre pour décrire la réalité physique. Lors de sa soutenance d'habilitation, en 1854, orienté par Gauss, il donne un exposé, intitulé Sur les hypothèses sous-jacentes à la géométrie (Über die Hypothesen welche der Geometrie zu Grunde liegen), qui jette les bases de la géométrie différentielle. Il y introduit la bonne façon d'étendre à n dimensions les résultats de Gauss lui-même sur les surfaces. Cette soutenance a profondément changé la conception de la notion de géométrie, notamment en ouvrant la voie aux géométries non euclidiennes et à la théorie de la relativité générale.
On lui doit également d'importants travaux sur les intégrales, poursuivant ceux de Cauchy, qui ont donné entre autres ce qu'on appelle aujourd'hui les intégrales de Riemann. Intéressé par la dynamique des fluides, il jette les bases de l'analyse des équations aux dérivées partielles de type hyperbolique et résout un cas particulier de ce qu'on appelle maintenant le problème de Riemann en introduisant les invariants de Riemann.
Riemann est par ses travaux, à plusieurs égards, un successeur de Leonhard Euler.
On doit à aussi à Bernhard Riemann d'importants travaux en physique.

### Géométrie complexe
Dans sa thèse, présentée en 1851, Riemann met au point la théorie des fonctions d'une variable complexe, introduisant notamment le concept des surfaces qui portent son nom, notamment la sphère de Riemann. Il approfondira cette théorie en 1857, en faisant progresser la théorie des fonctions abéliennes. Cette théorie avait initialement pour motivation une étude des fonctions multi-valuées comme le logarithme (avec un nombre infini de feuillets) ou la racine carrée (avec deux feuillets). Il introduit en 1848 le terme de « module » pour désigner l'espace de modules qui classifie les surfaces de Riemann compact de genre {\displaystyle g>1} fixé, qui s'avère être de dimension {\displaystyle (3g-3)}.
Ses contributions dans ce domaine sont nombreuses. Le théorème de l'application conforme énonce qu'un ouvert simplement connexe du plan complexe est conforme soit à {\displaystyle \mathbb {C} }, soit au disque unité. ce résultat connait une généralisation aux surfaces de Riemann, prouvé au XIXe siècle par Henri Poincaré et Felix Klein. Des preuves rigoureuses ont été données pour la première fois après le développement d'outils mathématiques plus riches (ici, en topologie). La preuve de Riemann de l'existence de fonctions sur ses surfaces repose sur le principe de Dirichlet, mais Karl Weierstrass pointe une lacune dans l'application de cette méthode. C'est grâce aux travaux de David Hilbert sur le calcul des variations que le principe de Dirichlet a pu finalement être établi. Weierstrass était par ailleurs fortement impressionné par Riemann, en particulier par sa théorie des fonctions abéliennes.
Ses travaux sur les fonctions abéliennes et les fonctions thêta sur les surfaces de Riemann constituent d'autres aspects importants de son travail. À partir de 1857, Riemann est en compétition avec Weierstrass pour résoudre les problèmes jacobiens inverses pour les intégrales abéliennes, une généralisation des intégrales elliptiques. Riemann utilise ses fonctions thêta en plusieurs variables et réduit le problème à la détermination des zéros de ces fonctions thêta. Riemann a également étudié les matrices de périodes et les a caractérisées au moyen de relations de symétries. Reformulées par Ferdinand Georg Frobenius et Solomon Lefschetz, ces relations sont équivalentes au plongement de {\displaystyle \mathbb {C} ^{n}/\Omega } (où {\displaystyle \Omega } est le réseau de la matrice des périodes) dans un espace projectif via des fonctions thêta. Pour certaines valeurs de {\displaystyle n}, il s'agit de la variété jacobienne de la surface de Riemann, un exemple de variété abélienne.
De nombreux mathématiciens, tels qu'Alfred Clebsch, ont poursuivi les travaux de Riemann sur les courbes algébriques. Par exemple, le théorème de Riemann-Roch (Gustav Roch était un élève de Riemann) mesure la dimension de fonctions méromorphes à pôles et zéros contrôlés d'une surface de Riemann.

### Théorie des nombres
En 1859, Riemann, qui vient juste d'être nommé professeur à Göttingen et à l'Académie des Sciences de Berlin, publie un article, « Sur le nombre de nombres premiers inférieurs à une taille donnée ». Il s'agissait d'essayer de prouver le théorème des nombres premiers conjecturé par Gauss et de l'approfondir. Il y définit la fonction zêta, en reprenant les travaux d'Euler et en les étendant aux nombres complexes, et utilise cette fonction dans le but d'étudier la répartition des nombres premiers. La célèbre hypothèse de Riemann sur les zéros non triviaux de la fonction zêta, formulée dans cet article, n'est toujours pas démontrée et fait partie des fameux 23 problèmes de Hilbert ainsi que des 7 problèmes du millénaire. En 1932, lors de l'examen de la succession de Riemann à Göttingen, Siegel montra que ce court essai cachait également des calculs bien plus importants de Riemann.

### Analyse réelle
Dans le domaine de l'analyse réelle, Riemann construit l'intégrale qui porte son nom lors de son habilitation. Élève de Dirichlet, il montre dans son travail sur les séries de Fourier que les fonctions intégrables (au sens de l'intégrale de Riemann) sont représentables par des séries de Fourier. Dirichlet l'a montré pour les fonctions continues, différentiables par morceaux (donc avec un nombre dénombrable de points non différentiables). Riemann a donné un exemple de série de Fourier représentant une fonction continue, presque nulle part différentiable, un cas non couvert par Dirichlet. Il démontre également le lemme de Riemann-Lebesgue : si une fonction est représentable par une série de Fourier, alors ses coefficients de Fourier tendent vers zéro.
L'essai de Riemann a été le point de départ des travaux de Georg Cantor sur les séries de Fourier, à l'origine de développement en théorie des ensembles.
Il a également travaillé sur les équations différentielles hypergéométriques en 1857 en utilisant des méthodes analytiques et sur le comportement des chemins fermés autour de singularités (décrits par la matrice de monodromie). La preuve de l'existence de telles équations différentielles par des matrices de monodromie connues est l'un des problèmes de Hilbert.

## Édition
- Œuvres mathématiques de Riemann, traduites par L. Laugel, préface de Charles Hermite et discours de Felix Klein, Paris, Gauthier-Villars, 1898.

#### Bases de données et dictionnaires
- Ressources relatives à la recherche :   - Mathematics Genealogy Project
  - Semantic Scholar
- Ressource relative à la musique :   - Répertoire international des sources musicales
- Notices dans des dictionnaires ou encyclopédies généralistes :   - Britannica
  - Brockhaus
  - Den Store Danske Encyklopædi
  - Deutsche Biographie
  - Enciclopedia De Agostini
  - Gran Enciclopèdia Catalana
  - Hrvatska Enciklopedija
  - Internetowa encyklopedia PWN
  - Nationalencyklopedin
  - Store norske leksikon
  - Treccani
  - Universalis
  - Visuotinė lietuvių enciklopedija
- Notices d'autorité :   - VIAF
  - ISNI
  - BnF (données)
  - IdRef
  - LCCN
  - GND
  - Italie
  - Japon
  - CiNii
  - Espagne
  - Pays-Bas
  - Pologne
  - Israël
  - NUKAT
  - Catalogne
  - Suède
  - Australie
  - Norvège
  - WorldCat